# Lahošť
Lahošť – gmina w Czechach, w powiecie Cieplice, w kraju usteckim.
1 stycznia 2013 gmina liczyła 588 mieszkańców.